# Jepi Selva
Josep Maria Selva i Cristià, conocido como Jepi Selva, (Barcelona, Cataluña,  9 de diciembre de 1985) es un jugador español de hockey patines, internacional absoluto con la Selección nacional, que ocupa la demarcación de delatnero. 